# Tour des Cordeliers (Magny-en-Vexin)

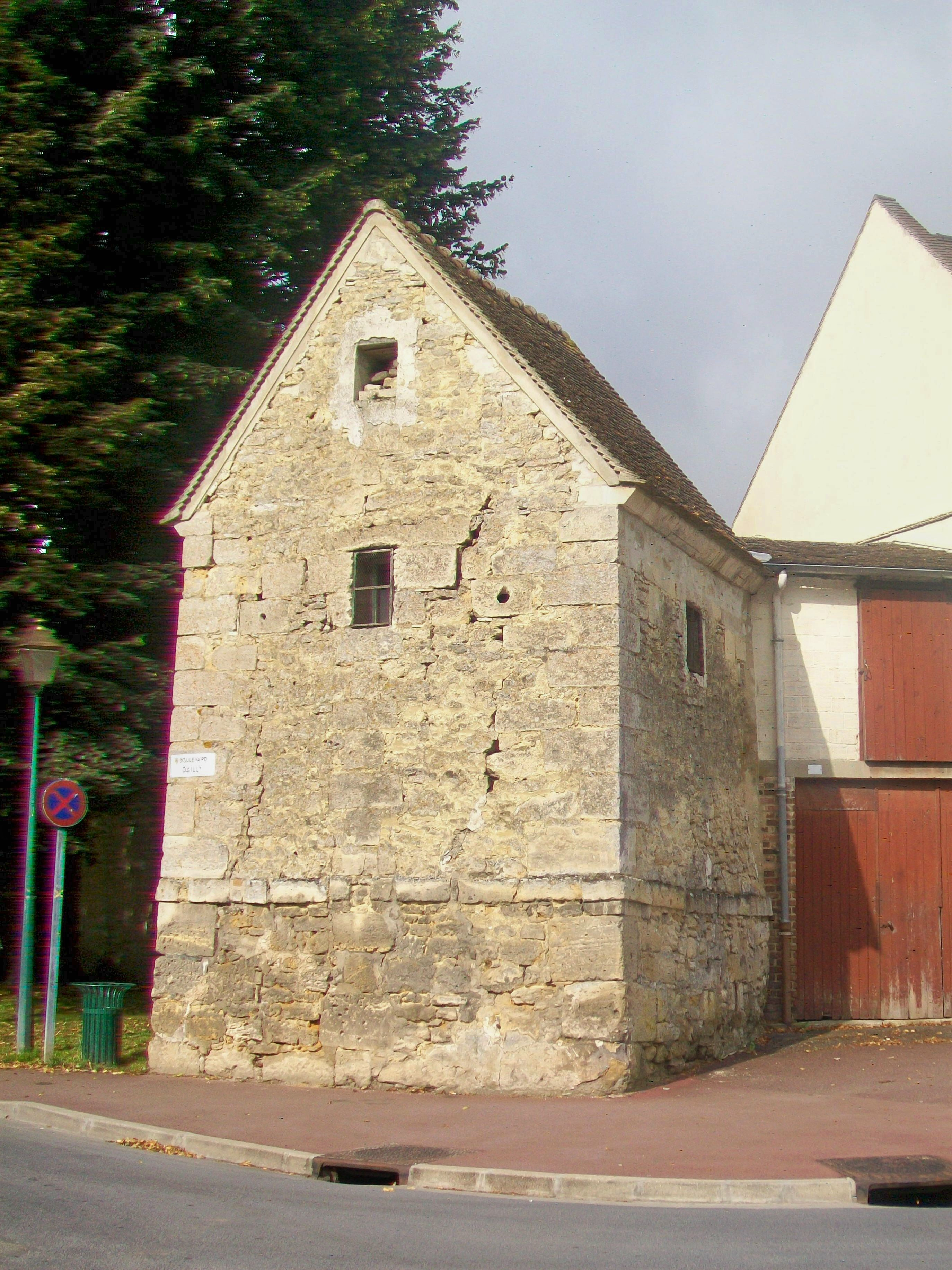
Tour des Cordeliers in Magny-en-Vexin

Die Tour des Cordeliers in Magny-en-Vexin, einer französischen Gemeinde im Département Val-d’Oise in der Region Île-de-France, wurde im 17. Jahrhundert errichtet. Der ehemalige Wehrturm am Boulevard des Cordeliers war einer von sechs Wehrtürmen der Stadtbefestigung, die nach der Verleihung der Stadtrechte durch Franz I. errichtet wurde.
Bereits 1768 wurde die Stadtmauer niedergerissen und 1825 wurde der Stadtgraben aufgefüllt.